# Thymus praecox
Espèce
Thymus praecox, le Thym couché ou Thym précoce, est une espèce de plantes à fleurs de la famille des Lamiaceae.

## Synonymes
- Thymus angustifolius var. silvicola Wimm. & Grab., 1829
- Thymus serpyllum proles silvicola (Wimm. & Grab.) Rouy, 1909
- Thymus serpyllum subsp. praecox (Opiz) Vollm., 1914
- Thymus serpyllum var. praecox (Opiz) Briq., 1894
- Thymus silvicola (Wimm. & Grab.) Prain, 1913

## Liste des sous-espèces et variétés
Selon Tropicos (9 août 2014) (Attention liste brute contenant possiblement des synonymes) :
- Thymus praecox subsp. arcticus (Durand) Jalas
- Thymus praecox subsp. britannicus Holub (1973)
- Thymus praecox subsp. caucasicus (Willd. ex Ronniger) Jalas (1986)
- Thymus praecox subsp. grossheimii (Ronniger) Jalas (1980)
- Thymus praecox subsp. hesperites (Lyka) Korneck
- Thymus praecox subsp. jankae (Čelak.) Jalas (1986)
- Thymus praecox subsp. ligusticus (Briq.) Paiva & Salgueiro
- Thymus praecox subsp. penyalarensis (Pau) Rivas Mart., Fern.Gonz. & Sánchez Mata
- Thymus praecox subsp. polytrichus (A.Kern. ex Borbás) Jalas
- Thymus praecox subsp. praecox
- Thymus praecox subsp. skorpilii Jalas
- Thymus praecox subsp. widderi (Ronniger ex Machule) P.A.Schmidt (1972 publ. 1973)
- Thymus praecox subsp. zygiformis (Heinr.Braun ex Wettst.) Jalas (1971)
- Thymus praecox var. arcticus (Durand) Karlsson
- Thymus praecox var. caespitosus (Opiz) Formánek
- Thymus praecox var. ciliatus (Opiz ex Déségl.) Formánek
- Thymus praecox var. grossheimii (Ronniger) Jalas
- Thymus praecox var. laniger (Borbás) Jalas
- Thymus praecox var. medvedewii (Ronniger) Jalas
- Thymus praecox var. robustus Ron.
- Thymus praecox var. spathulatus (Opiz) Formánek